# Dudaia congoensis
Dudaia congoensis är en tvåvingeart som först beskrevs av Vanschuytbroeck 1950.  Dudaia congoensis ingår i släktet Dudaia och familjen hoppflugor.
Artens utbredningsområde är Kongo. Inga underarter finns listade i Catalogue of Life.